# Specklinia sibatensis
Specklinia sibatensis är en orkidéart som först beskrevs av Friedrich Carl Lehmann och Friedrich Fritz Wilhelm Ludwig Kraenzlin, och fick sitt nu gällande namn av Carlyle August Luer. Specklinia sibatensis ingår i släktet Specklinia och familjen orkidéer. Inga underarter finns listade i Catalogue of Life.